# Sainte-Ouenne
Sainte-Ouenne ist eine französische Gemeinde mit 772 Einwohnern (Stand: 1. Januar 2022) im Département Deux-Sèvres in der Region Nouvelle-Aquitaine (vor 2016: Poitou-Charentes). Sie gehört zum Arrondissement Parthenay und zum Kanton Autize-Égray.
Die Einwohner werden Sainte-Ouennais und Sainte-Ouennaises genannt.

## Geographie
Sainte-Ouenne liegt etwa zwölf Kilometer nördlich von Niort.

### Nachbargemeinden
Umgeben wird Sainte-Ouenne von den Nachbargemeinden Cours im Norden, Germond-Rouvre im Osten, Échiré im Südosten, Saint-Maxire im Süden, Faye-sur-Ardin im Südwesten und Westen sowie Surin im Westen und Nordwesten.

## Bevölkerungsentwicklung
| Jahr                       | 1962 | 1968 | 1975 | 1982 | 1990 | 1999 | 2006 | 2013 | 2019 |
| Einwohner                  | 640  | 618  | 536  | 468  | 472  | 453  | 535  | 553  | 782  |
| Quellen: Cassini und INSEE |      |      |      |      |      |      |      |      |      |

## Verkehr
Durch die Gemeinde führt die Autoroute A83.

## Sehenswürdigkeiten

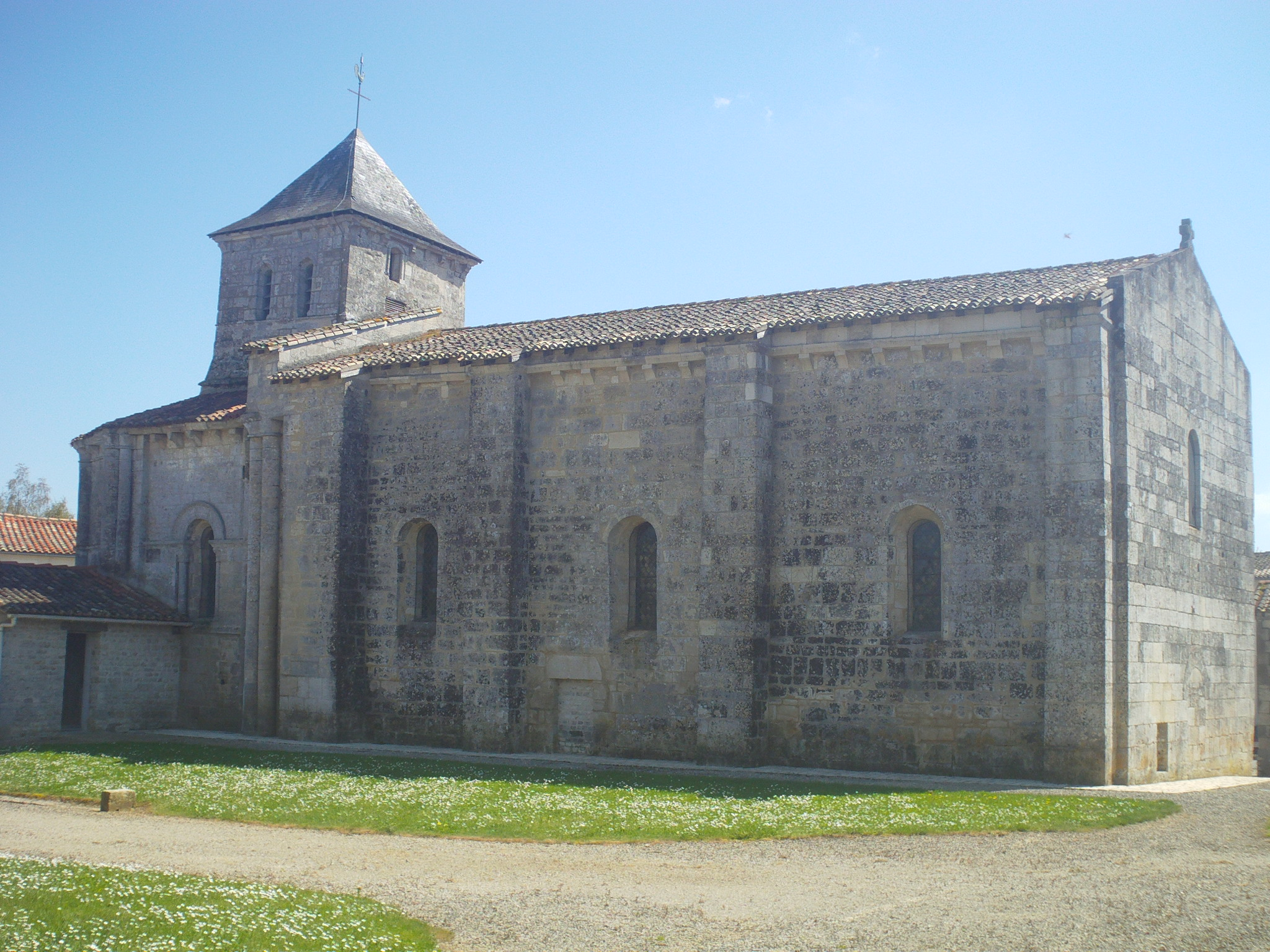
Kirche Sainte-Eugénie
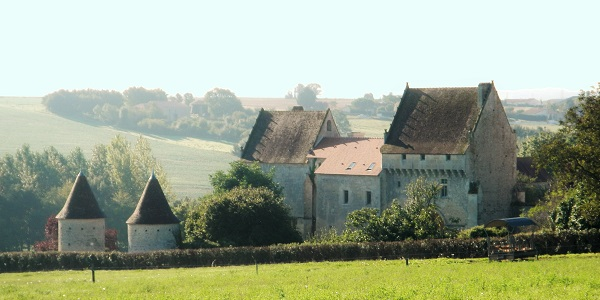
Schloss Gazeau
- Haus La Moussière

- Kirche Sainte-Eugénie
- Schloss Gazeau

## Gemeindepartnerschaften
Mit der kanadischen Gemeinde Saint-Léonard in New Brunswick und der US-amerikanischen Gemeinde Van Buren in Maine bestehen seit 1989 Gemeindepartnerschaften.